# Carduus grassensis
Carduus grassensis là một loài thực vật có hoa trong họ Cúc. Loài này được Briq. & Cavill. mô tả khoa học đầu tiên năm 1931.